# Юнацький чемпіонат Європи з футболу (U-19) 2017
Чемпіонат Європи з футболу 2017 серед юнаків до 19 років — 16-й розіграш чемпіонату Європи з футболу серед юнаків до 19 років і 66-й, якщо враховувати всі юнацькі чемпіонати. Чемпіонат пройшов у Грузії з 2 по 15 липня 2017 року.
В цьому турнірі мають право брати участь гравці, що народилися після 1 січня 1998 року.

## Кваліфікація
Відбірковий турнір до фінальної частини Чемпіонату Європи з футболу 2017 складався з двох раундів:
- Кваліфікаційний раунд: 4 жовтня — 16 листопада 2016 року
- Елітний раунд: 22 березня — 28 березня 2017 року

У кваліфікаційному раунді брали участь 53 команди (Грузія автоматично потрапила до фінальної частини на правах господаря турніру, Іспанія автоматично пройшла в елітний раунд як команда з найвищим коефіцієнтом), які були поділені на 13 груп по 4 команди. В елітний раунд вийшли переможці груп, команди, що зайняли другі місця, і одна найкраща команда серед тих, що посіли треті місця.
В елітному раунді взяли участь 28 команд, які були поділені на 7 груп по 4 команди. Переможці груп вийшли у фінальну частину.

## Учасники
| Країни     | Кваліфікація | Попередні турніри                                  |
| ---------- | ------------ | -------------------------------------------------- |
| Грузія     | Господар     | 1 (2013)                                           |
| Нідерланди | Група 1      | 4 (2010, 2013, 2015, 2016)                         |
| Німеччина  | Група 2      | 8 (2002, 2004, 2005, 2007, 2008, 2014, 2015, 2016) |
| Англія     | Група 3      | 8 (2002, 2003, 2005, 2008, 2009, 2010, 2012, 2016) |
| Португалія | Група 4      | 8 (2003, 2006, 2007, 2010, 2012, 2013, 2014, 2016) |
| Болгарія   | Група 5      | 2 (2008, 2014)                                     |
| Чехія      | Група 6      | 4 (2002, 2003, 2008, 2011)                         |
| Швеція     | Група 7      | 0 (дебют)                                          |

1 Жирним виділено чемпіонські роки.

## Місця проведення
| Стадіон                     | Місто   | Місткість |
| --------------------------- | ------- | --------- |
| Стадіон імені Михайла Месхі | Тбілісі | 11,900    |
| Імені Тенціга Бурджанідзе   | Горі    | 8,300     |
| Поладі                      | Руставі | 6,000     |
| Парк Мцхета                 | Мцхета  | 3,000     |

## Груповий етап

### Група A
| М  | Команда    | І | В | Н | П | МЗ | МП | РМ | О |
| -- | ---------- | - | - | - | - | -- | -- | -- | - |
| 1. | Португалія | 3 | 2 | 1 | 0 | 5  | 3  | +2 | 7 |
| 2. | Чехія      | 3 | 2 | 0 | 1 | 5  | 3  | +2 | 6 |
| 3. | Грузія     | 3 | 1 | 0 | 2 | 2  | 4  | −2 | 3 |
| 4. | Швеція     | 3 | 0 | 1 | 2 | 4  | 6  | −2 | 1 |

| 2 липня 2017 17:30 |

| Швеція       | 1 – 2    | Чехія           |
| ------------ | -------- | --------------- |
| Дьокереш 77' | Протокол | Турина 42', 55' |

| Стадіон імені Михайла Месхі, Тбілісі Арбітр: Сергій Лапочкін (Росія) |

| 2 липня 2017 20:00 |

| Грузія | 0 – 1    | Португалія           |
| ------ | -------- | -------------------- |
|        | Протокол | Руй Педру 66' (пен.) |

| Імені Тенціга Бурджанідзе, Горі Арбітр: Давіде Масса (Італія) |

| 5 липня 2017 17:30 |

| Грузія                      | 2 – 1    | Швеція       |
| --------------------------- | -------- | ------------ |
| Кохреїдзе 3' Чакветадзе 31' | Протокол | Дьокереш 47' |

| Стадіон імені Михайла Месхі, Тбілісі Арбітр: Срджан Йованович (Сербія) |

| 5 липня 2017 20:00 |

| Чехія        | 1 – 2    | Португалія            |
| ------------ | -------- | --------------------- |
| Грайціар 40' | Протокол | Джу 35' Руй Педру 74' |

| Давід Петріашвілі, Тбілісі Арбітр: Алі Палабіюк (Туреччина) |

| 8 липня 2017 20:00 |

| Чехія                   | 2 – 0    | Грузія |
| ----------------------- | -------- | ------ |
| Шашинка 45+1' Голік 71' | Протокол |        |

| Стадіон імені Михайла Месхі, Тбілісі Арбітр: Мадс-Крістоффер Крістофферсен (Данія) |

| 8 липня 2017 20:00 |

| Португалія               | 2 – 2    | Швеція                    |
| ------------------------ | -------- | ------------------------- |
| Леао 70' Жота 87' (пен.) | Протокол | Дьокереш 43' Карлссон 61' |

| Імені Тенціга Бурджанідзе, Горі Арбітр: Ула Гоббер Нільсен (Норвегія) |

### Група В
| М  | Команда    | І | В | Н | П | МЗ | МП | РМ | О |
| -- | ---------- | - | - | - | - | -- | -- | -- | - |
| 1. | Англія     | 3 | 3 | 0 | 0 | 7  | 1  | +6 | 9 |
| 2. | Нідерланди | 3 | 1 | 1 | 1 | 5  | 3  | +2 | 4 |
| 3. | Німеччина  | 3 | 1 | 0 | 2 | 5  | 8  | −3 | 3 |
| 4. | Болгарія   | 3 | 0 | 1 | 2 | 1  | 6  | −5 | 1 |

| 3 липня 2017 17:30 |

| Болгарія | 0 – 2    | Англія                  |
| -------- | -------- | ----------------------- |
|          | Протокол | Маунт 1' Сессеньйон 48' |

| Стадіон імені Михайла Месхі-2, Тбілісі Арбітр: Ула Гоббер Нільсен (Норвегія) |

| 3 липня 2017 20:00 |

| Німеччина  | 1 – 4    | Нідерланди                    |
| ---------- | -------- | ----------------------------- |
| Баркок 46' | Протокол | Піру 49', 65', 79' Грот 90+1' |

| Давід Петріашвілі, Тбілісі Арбітр: Мадс-Крістоффер Крістофферсен (Данія) |

| 6 липня 2017 17:30 |

| Англія       | 1 – 0    | Нідерланди |
| ------------ | -------- | ---------- |
| Бреретон 84' | Протокол |            |

| Стадіон імені Михайла Месхі, Тбілісі Арбітр: Давіде Масса (Італія) |

| 6 липня 2017 20:00 |

| Німеччина                                    | 3 – 0    | Болгарія |
| -------------------------------------------- | -------- | -------- |
| Аменійдо 10' Гюлі 19' (пен.) Фрід 54' (пен.) | Протокол |          |

| Імені Тенціга Бурджанідзе, Горі Арбітр: Сергій Лапочкін (Росія) |

| 9 липня 2017 20:00 |

| Англія                                       | 4 – 1    | Німеччина     |
| -------------------------------------------- | -------- | ------------- |
| Бреретон 52', 64' (пен.) Сессеньйон 81', 85' | Протокол | Варшевскі 76' |

| Давід Петріашвілі, Тбілісі Арбітр: Алі Палабіюк (Туреччина) |

| 9 липня 2017 20:00 |

| Нідерланди  | 1 – 1    | Болгарія  |
| ----------- | -------- | --------- |
| Конголо 51' | Протокол | Русев 55' |

| Імені Тенціга Бурджанідзе, Горі Арбітр: Срджан Йованович (Сербія) |

## Плей-оф
|  | Півфінали          | Півфінали |   |  | Фінал              | Фінал |  |
|  |                    |           |   |  |                    |       |  |
|  | 12 липня – Тбілісі |           |   |  |                    |       |  |
|  | Португалія         | 1         |   |  |                    |       |  |
|  | Нідерланди         | 0         |   |  |                    |       |  |
|  |                    |           |   |  |                    |       |  |
|  |                    |           |   |  | 15 липня – Тбілісі |       |  |
|  |                    |           |   |  | Португалія         | 1     |  |
|  |                    | Англія    | 2 |  |                    |       |  |
|  |                    |           |   |  |                    |       |  |
|  |                    |           |   |  |                    |       |  |
|  |                    |           |   |  |                    |       |  |
|  | 12 липня – Тбілісі |           |   |  |                    |       |  |
|  | Англія             | 1         |   |  |                    |       |  |
|  | Чехія              | 0         |   |  |                    |       |  |

### Півфінали
| 12 липня 2017 20:00 |

| Португалія    | 1 – 0    | Нідерланди |
| ------------- | -------- | ---------- |
| Фернандеш 24' | Протокол |            |

| Давід Петріашвілі, Тбілісі Арбітр: Давіде Масса (Італія) |

| 12 липня 2017 20:00 |

| Англія      | 1 – 0    | Чехія |
| ----------- | -------- | ----- |
| Нмеча 90+4' | Протокол |       |

| Стадіон імені Михайла Месхі, Тбілісі Арбітр: Мадс-Крістоффер Крістофферсен (Данія) |

### Фінал
| 15 липня 2017 20:00 |

| Португалія        | 1 – 2    | Англія                |
| ----------------- | -------- | --------------------- |
| Стерлінг 56' (аг) | Протокол | Суліман 50' Нмеча 68' |

| Стадіон імені Михайла Месхі, Тбілісі Арбітр: Срджан Йованович (Сербія) |

| Чемпіон Європи 2017 |
| ------------------- |
| Англія 10-й титул   |